# Fred Williams
Fred Williams, nome d'arte di Friedrich Wilhelm Löcherer (Monaco di Baviera, 9 febbraio 1938), è un attore tedesco, che ha preso parte soprattutto a produzioni europee degli anni sessanta e settanta.

## Biografia
Ha lavorato spesso con José Bénazéraf e Jess Franco. Con Federico Fellini ha girato Giulietta degli spiriti (1965) e, molti anni più tardi, E la nave va (1983).
Abbandonato quasi completamente il set, ha aperto alcuni negozi di moda a Monaco di Baviera, dove vive al 2008. Nel 2001 avrebbe dovuto riprendere l'attività cinematografica, interpretando il ruolo di protagonista in Incubus di Jesús Franco, ma il progetto è sfumato.
Nel 2007 ha inciso un commento audio per il DVD tedesco de Il conte Dracula.

## Filmografia

### Cinema
- Il capitano di ferro, regia di Sergio Grieco (1962)
- Il fornaretto di Venezia, regia di Duccio Tessari (1963)
- Il magnifico cornuto, regia di Antonio Pietrangeli  (1964)
- Cover girls - Ragazze di tutti (Cover Girls), regia di José Bénazéraf (1964)
- Vaghe stelle dell'Orsa..., regia di Luchino Visconti (1965)
- Giulietta degli spiriti, regia di Federico Fellini (1965)
- Angelica alla corte del re (Merveilleuse Angélique), regia di Bernard Borderie (1965)
- La meravigliosa Angelica (Angélique et le Roy), regia di Bernard Borderie (1966)
- Le dolci signore, regia di Luigi Zampa (1967)
- Catherine, un solo impossibile amore (Catherine, il suffit d'un amour), regia di Bernard Borderie (1969)
- Mia nipote... la vergine (Madame und ihre Nichte), regia di Eberhard Schroeder (1969)
- Isabella duchessa dei diavoli, regia di Bruno Corbucci (1969)
- Il conte Dracula (Count Dracula), regia di Jesús Franco (1970)
- Una Venere senza nome per l'ispettore Forrester (Der Teufel kam aus Akasava), regia di Jesús Franco (1971)
- Sie tötete in Ekstase, regia di Jesús Franco (1971)
- Allarme a Scotland Yard: 6 omicidi senza assassino! (Der Todesrächer von Soho), regia di Jesús Franco (1971)
- La venganza del doctor Mabuse (Dr. M schlägt zu), regia di Jesús Franco (1971)
- Milano: il clan dei calabresi, regia di Giorgio Stegan (1974)
- Le sexy goditrici (Les chatouilleuses), regia di Jesús Franco (1974)
- Sexy Erotic Job (Le jouisseur), regia di Jesús Franco (1974)
- Fermi tutti! È una rapina, regia di Enzo Battaglia (1975)
- Gli amici di Nick Hezard, regia di Fernando Di Leo (1976)
- Les emmerdeuses, regia di Jesús Franco (1976)
- Le lunghe notti della Gestapo, regia di Fabio De Agostini (1977)
- Quell'ultimo ponte (A Bridge Too Far), regia di Richard Attenborough (1977)
- E la nave va, regia di Federico Fellini (1983)

### Televisione
- Salto mortale (Salto Mortale - Die Geschichte einer Artistenfamilie) – serie TV, episodio 1x05 (1969)
- Le avventure di Pinocchio – miniserie TV, episodio 1x06 (1972)
- Angelica femmina ribelle – miniserie TV (1985)

## Doppiatori italiani
- Pino Colizzi in E la nave va